# 唐巽泽
唐巽泽（1911年—1968年），原名唐永济，湖南湘潭人，中国政治人物，中国民主建国会中央委员会原常务委员，浙江省政协原副主席，第二届全国政协委员，第一、二、三届全国人大代表。